# 訃報 1970年3月
訃報 1970年3月（ふほう 1970ねん3がつ）では、1970年（昭和45年）3月中に物故した、又は物故が報じられた人物についてまとめる。

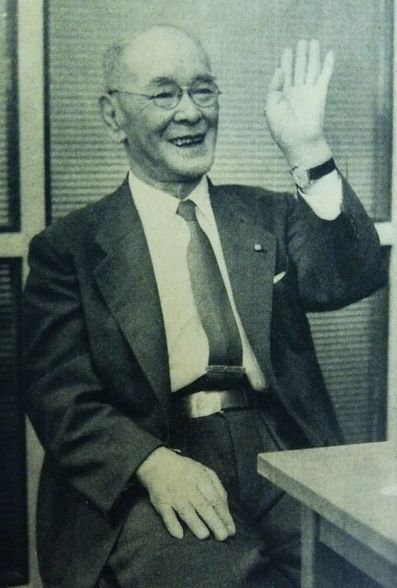
水野利八 / 3月9日没

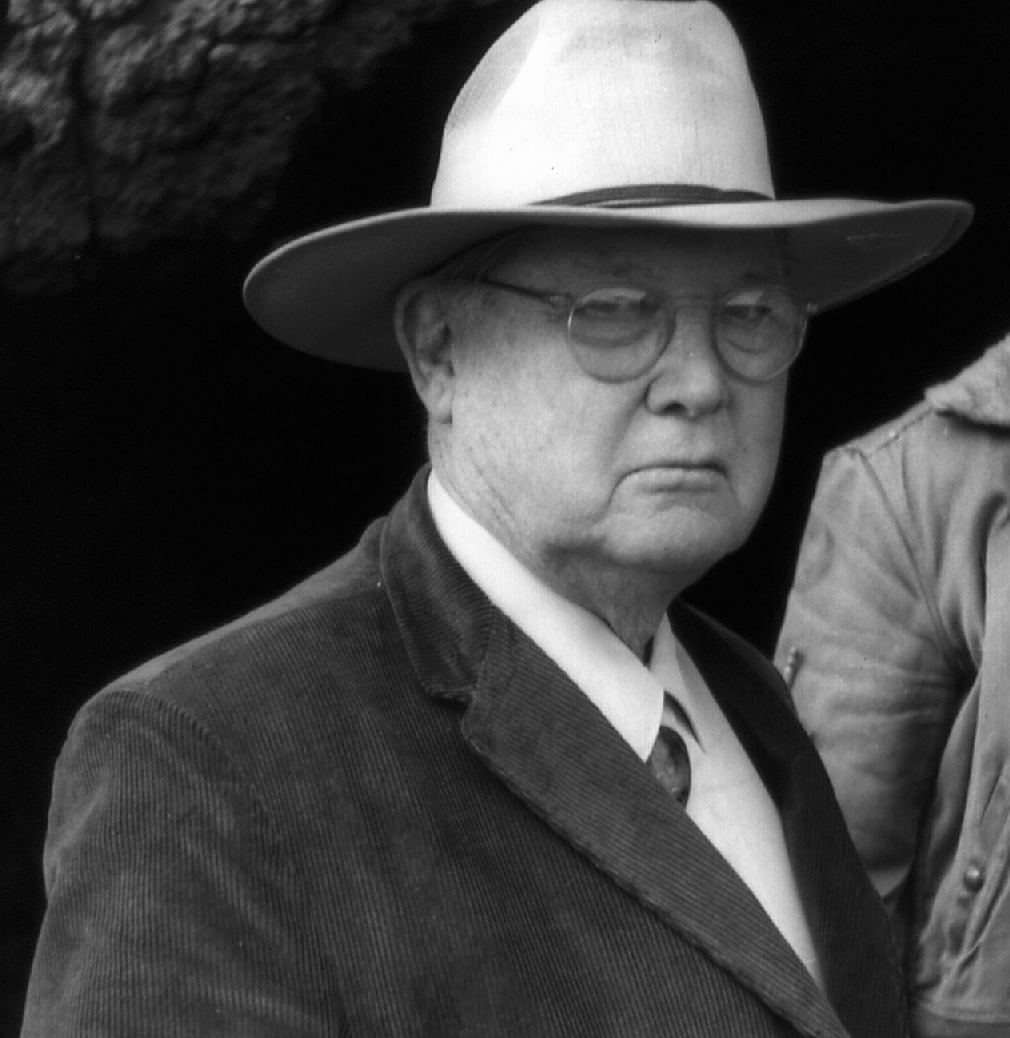
E・S・ガードナー / 3月11日没

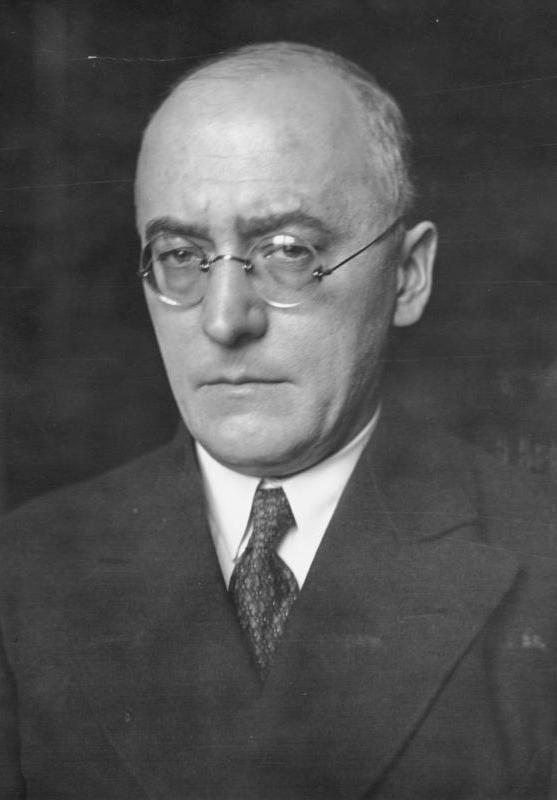
ハインリヒ・ブリューニング / 3月30日没

## （1日 - 15日）
- 3月1日 - 岩谷俊夫、サッカー選手（* 1925年）
- 3月3日 - 野島泰治、医師（* 1896年）
- 3月3日 - 佐藤観次郎、政治家・ジャーナリスト（* 1901年）
- 3月4日 - 鈴木信太郎、フランス文学者（* 1895年）
- 3月5日 - 島成園、女性日本画家（* 1892年）
- 3月6日 - ウィリアム・ホッパー、俳優（* 1915年）
- 3月9日 - 水野利八、実業家・ミズノ創業者（* 1884年）
- 3月11日 - E・S・ガードナー、作家（* 1889年）
- 3月11日 - クルト・フェルト、ドイツ陸軍の軍人（* 1897年）
- 3月12日 - 田中寒楼、俳人・歌人（* 1877年）
- 3月12日 - 鈴木醇、地球科学者（* 1896年）
- 3月13日 - エミール・ルーダー、タイポグラファー（* 1914年）
- 3月14日 - フレデリック・パールズ、精神科医（* 1893年）
- 3月14日 - 船田享二、法学者・教育者・政治家（* 1898年）
- 3月15日 - 作田高太郎、衆議院議員（* 1887年）
- 3月15日 - 徳大寺実厚、華族（* 1887年）
- 3月15日 - アルチュール・アダモフ、劇作家（* 1908年）
- 3月15日 - タリエイ・ヴェースオース、詩人・作家（* 1897年）

## （16日 - 31日）
- 3月16日 - タミー・テレル、歌手（* 1945年）
- 3月17日 - 市河三喜、英語学者・随筆家（* 1886年）
- 3月19日 - 水谷啓二、森田療法（* 1912年）
- 3月20日 - 西光万吉、部落解放・社会運動家（* 1895年）
- 3月22日 - 水野浩、俳優（* 1899年）
- 3月23日 - 川田芳子、女優（* 1895年）
- 3月23日 - 八谷泰造、技術者・実業家（* 1906年）
- 3月24日 - 河津憲太郎、水泳選手（* 1914年）
- 3月24日 - アマド・V・ヘルナンデス、作家・詩人（* 1903年）
- 3月25日 - 宮崎丈二、詩人・画家（* 1897年）
- 3月25日 - 徐海東、軍人（* 1900年）
- 3月26日 - 村井ジュン、キリスト教伝道者（* 1897年）
- 3月26日 - ジュリアス・アルバート・クルーグ、政治家・技術者・実業家（* 1907年）
- 3月27日 - 伊谷賢蔵、洋画家・書家（* 1902年）
- 3月29日 - ハーバート・ハロルド・リード、地質学者（* 1889年）
- 3月29日 - 橋本昂蔵、大蔵官僚・陸軍司政官（* 1898年）
- 3月29日 - レフ・クレショフ、映画監督・脚本家（* 1899年）
- 3月29日 - アンナ・ルイーズ・ストロング、ジャーナリスト（* 1885年）
- 3月29日 - ブライアント・ベイカー、彫刻家（* 1881年）
- 3月30日 - ハインリヒ・ブリューニング、第12代ドイツ国首相（* 1885年）
- 3月31日 - セミョーン・チモシェンコ、ソ連の軍人（* 1895年）